# Albariño

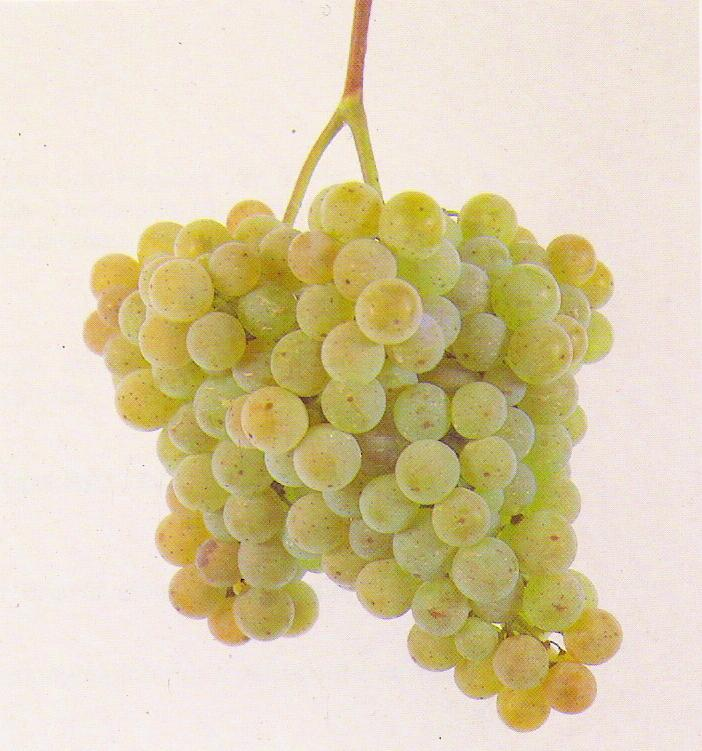

Albariño, eller Alvarinho på portugisiska, är en grön vindruva som främst odlas på nordvästra delen av iberiska halvön, i Galicien i Spanien och i norra Portugal. Av de fem DO-områden som finns i Galicien, producerar Rias Baixas de flesta albariño-vinerna som går på export.

## Historia
Albariño-druvan tros vara besläktad med riesling-druvan och ska ha förts till Galicien av tyska munkar på pilgrimsfärd till Santiago de Compostela under 800-talet.
Detta har vid senare DNA-kontroll visat sig inte stämma. Numera är man övertygad om att druvan kommer från området Minho i norra Portugal.

## Smak och doft
Druvan ger torra och friska vitviner med mycket fruktsyra.
Martin Codax Albariño från Rias Baixas har smak av persika, grapefrukt och mycket kallt serverad en smak av sorbet med champagnesmak. Viss lakritssmak kan också förnimmas.
Ett lättdrucket vin som härstammar från Minho i Portugal.